# Raschau-Markersbach
Raschau-Markersbach – gmina w Niemczech, w kraju związkowym Saksonia, w powiecie Erzgebirgskreis. Do 28 lutego 2012 należała do okręgu administracyjnego Chemnitz.

## Współpraca
Miejscowości partnerskie:
- Obernzenn, Bawaria
- Oberviechtach, Bawaria